# منگل (خواننده)
منگل یک خواننده برجسته افغان است که در اوایل دهه ۱۹۷۰ شروع به فعالیت کرد. او و همسر سابقش نغمه، در دهه ۱۹۷۰ و اوایل دهه ۱۹۹۰ دو نفر محبوب بودند. منگل به زبان‌های پشتو و فارسی می‌خواند. موسیقی او در افغانستان و پاکستان محبوبیت دارد.

## زندگی
منگل در لغمان افغانستان به دنیا آمد. در جوانی به موسیقی علاقه‌مند شد. منگل با یک نغمه، یک پشتون از ولایت قندهار افغانستان، یک نوازنده که تبدیل به خواننده شده بود، پیوست و در نهایت با او ازدواج کرد. منگل از آن زمان از نغمه طلاق گرفته، دوباره ازدواج کرده و در کالیفرنیا زندگی می‌کند.
با جنگ داخلی قریب‌الوقوع، این زوج در سال ۱۹۹۲ افغانستان را به مقصد پاکستان ترک کردند. در آنجا با جمعی از تبعیدیان افغان که نوستالژیک موسیقی بومی خود بودند، بسیار موفق شدند. وضعیت مالی آنها در این زمان به‌طور قابل توجهی بهبود یافته بود. در اواخر دهه ۱۹۹۰، آنها پاکستان را ترک کردند و به ایالات متحده مهاجرت کردند.
این دو پس از برقراری ارتباط با جامعه افغانی شمال کالیفرنیا، یک سری اجرا برگزار کردند. منگل و نغمه چهار فرزند، دو پسر و دو دختر دارند. طلاق آنها همچنین این تردید را ایجاد کرده‌است که آیا این زوج سابق می‌توانند حداقل در سطح حرفه ای با هم آشتی کنند. در حالی که منگل به صورت انفرادی در رویدادهای خصوصی و برنامه‌های تلویزیونی اجرا می‌کند، منگل به عنوان یک هنرمند حرفه ای به کار خود ادامه می‌دهد. او به خاطر فرهنگ افغانستان بسیار میهن دوست است و آهنگ‌های زیادی را به افغانستان تقدیم کرده‌است.